# Джон Волтон (гравець у дартс)
Джон Волтон (англ. John Walton; нар. 10 листопада 1961)  — колишній англійський професійний гравець в дартс, чемпіон світу BDO з дартсу 2001 року.

## Кар'єра
У 1999 році вперше брав участь в чемпіонаті світу BDO. У 2015 році Волтон дебютував в турнірах PDC.